# 이덕화
이덕화(1952년 5월 8일 ~ )는 대한민국의 배우이다.

## 학력
- 서울동신국민학교(졸업)
- 서울대학교 사범대학 부설중학교(졸업)
- 경희고등학교(졸업)
- 동국대학교 연극영화과(1970학번, 졸업)

## 경력
- 1996년 2월~1997년 5월 : 신한국당 경기도  지부 광명시 갑 지구당위원장
- 2008년 : 제2회 서울충무로국제영화제 운영위원장
- 제3대 한국영화배우협회 이사장
- 2009년 1월: 제3회 서울충무로국제영화제 집행위원장
- 2009년 9월: 영화진흥위원회 비상임위원
- 2011년 9월: 농림수산식품부 낚시 홍보대사
- 2018년 1월: 해양경찰청 홍보대사

## 생애
1952년 5월 8일, 대한민국 서울특별시에서 태어났다.
1972년 TBC 동양방송 13기 공채 탤런트로 데뷔하였다. 임예진과 함께 영화 《진짜 진짜 잊지마》에 출연하여 청춘 스타로 인기를 끌었다.
1977년 4월 7일, 친한 동생인 전영록에게서 오토바이를 빌려 타다가 교통사고로 중상을 입고 14일 간 의식불명 상태였으며 설상가상으로 부친상을 당하였다. 이덕화의 부상이 어찌나 심했는지 담당의사들조차 살리면 다행, 못살리면 본전이라고 생각할 정도였고 실제로도 이덕화는 이 때의 사고로 1,500바늘이나 꿰매는 엄청난 수술을 받았다. 이 때 자신을 간호해 준 연기자 김보옥과 결혼하였다. 부상을 당한 지 1년 4개월 만에 TBC 드라마 《그리워》로 복귀를 하였다. 1981년 브라운관에서의 인기로 음반을 취입하고 같은 해 3월에는 MBC  생방송 《쇼 2000》으로 전문적인 음악 중심 예능 쇼프로그램의 MC 분야에도 진출하였다.
활발한 활동을 하던 중 1987년 김수현 작가의 MBC 《사랑과 야망》에 출연하여 터프하지만 한 여자만을 사랑하는 태수 역을 실감나게 펼쳐, 그 해 MBC 연기대상을 수상하며 배우 인생의 전성기를 맞았다. 1991년에는 생방송《쇼 2000》을 1985년 11월에 개편한 생방송《토요일 토요일은 즐거워》까지 만 10년째 진행하면서 생방송 쇼 역사의 새로운 기록을 썻고, 그 해에 동 프로그램에서 이덕화 MC 10주년 특집 방송을 끝으로 MBC에서의 MC생활을 마무리 짓고서, 하차 하였다. 같은 해인 1991년 12월에 SBS TV가 개국 하면서 개국 프로그램인 《쇼! 서울 서울》의 초대 MC를 맡으면서, SBS와도 인연을 맺게 되었다. 그리고 1993년 이후부터 모스크바 영화제에서 《살어리랏다》의 백정 역으로 남우주연상을 수상하였고 1994년에는 KBS 2TV 《한명회》로 KBS 연기대상을 수상하였다. 1995년에는 한국방송연기자협회 회장직을 맡았다.
1996년에는 정계에 진출, 신한국당 소속으로 국회의원 후보로 경기도 광명시에서 출마했지만 남궁진과 맞붙어서 개표율 90%까지 누가 당선될 지 알 수 없는 박빙을 연출한 끝에 1,447표의 근소한 차이로 낙선했다. 이에 앞서 1995년 'PD 비리 사건' 당시 일부 프로듀서와 방송인들의 비리를 폭로하는 진정서를 청와대에 제출했던 이유로 한동안 TV에 출연하지 못하였다가 우여곡절 끝에 《한명회》 이후로 SBS 《이웃집 여자》로 안방극장 복귀를 했다.
사실 이덕화의 초등학교 동창생이 김영삼 대통령님의 장녀였기 때문에 이덕화는 친구의 아버지를 도와주기 위해 국회의원에 출마했다.
2008년 제2회 서울충무로국제영화제 운영위원장, 2009년부터 2011년까지 한국영화배우협회 이사장을 지냈다.
2015년에는 연기자로서의 공을 인정받았었고 SBS 연기대상에서 공로상을 수상하였다. 2020년대 이후에도 드라마와 예능을 종횡무진하며 70대에도 활발한 활동을 이어나가고 있는 배우이다.

## 출연작

### 드라마
- 1976년 TBC 주말연속극 《결혼행진곡》
- 1978년 TBC 주말연속극 《그리워》
- 1978년 TBC 8.15 특집 대하드라마 《파도여 말하라》
- 1979년 TBC 주말연속극 《고독한 관계》
- 1980년 TBC 주말연속극 《잃어버린 겨울》
- 1980년 TBC 금요드라마 《아롱이 다롱이》
- 1981년 KBS 특집드라마 《옛날 나 어릴적에》
- 1981년 MBC 아침드라마 《포옹》 ... 백기태 역
- 1981년 MBC 일일연속극 《사랑합시다》
- 1982년 MBC 주말연속극 《미련》 ... 선우태준 역
- 1982년 MBC 주말연속극 《못 잊어》
- 1982년 MBC 대하드라마 《여인열전 - 서궁마마》 ... 광해군 역
- 1983년 MBC 주말연속극 《당신의 초상》
- 1983년 MBC 반공드라마 《3840 유격대》
- 1983년 MBC 6.25특집드라마 《인간의 문》
- 1983년 MBC 주말연속극 《아버지와 아들》 ... 인근 역
- 1984년 MBC 주말연속극 《사랑과 진실》 ... 한상운 역
- 1985년 MBC 주말연속극 《남자의 계절》 ... 김준태 역
- 1987년 MBC 주말연속극 《사랑과 야망》 ... 박태수 역
- 1988년 MBC 대하드라마 《조선왕조 오백년 인현왕후》 ... 장희재 역
- 1989년 MBC 미니시리즈 《철새》 ... 임삼락 역
- 1989년 MBC 주말연속극 《행복한 여자》 ... 박재섭 역
- 1990년 MBC 수목드라마 《사랑의 종말》 ... 남현필 역
- 1991년 SBS 주말극장 《은하수를 아시나요》 ... 지운 역
- 1991년 MBC 창사특집극 《춘사 나운규》 ... 나운규 역
- 1992년 SBS 주말극장 《모래위의 욕망》 ... 길준 역
- 1993년 SBS 월화드라마 《테마 시리즈 - 사랑이라 부르는 것》
- 1994년 KBS2 대하드라마 《한명회》 ... 한명회 역
- 1997년 SBS 주말극장 《이웃집 여자》 ... 이호남 역
- 1997년 SBS 특집드라마 《약속》
- 1998년 SBS 드라마 스페셜 《홍길동》 ... 임성중 역
- 1998년 SBS 주말극장 《사랑해 사랑해》 ... 박종환 역
- 1999년 SBS 주말극장 《파도》 ... 박두성 역
- 1999년 KBS2 미니시리즈 《마법의 성》 ... 왕대산 역
- 1999년 SBS 주간시트콤 《LA 아리랑》 ... 둘째 아들 역
- 2000년 SBS 드라마 스페셜 《경찰특공대》 ... 프로페셔널 킬러 박태형 역
- 2000년 SBS 창사특집극 《은사시나무》 ... 한경택 역
- 2000년 KBS1 아침드라마 《약속》 ... 태홍 역
- 2000년 SBS 드라마 스페셜 《여자만세》 ... 다영 이모부 역
- 2001년 SBS 대하드라마 《여인천하》 ... 윤원형 역
- 2002년 SBS 설날특집드라마 《화투》 ... 두호 역
- 2002년 SBS 일일연속극 《오남매》 ... 김인달 역
- 2003년 SBS 대기획 《올인》 ... 정원 부, 최도환 역
- 2003년 KBS1 대하드라마 《무인시대》 ... 이의민 역
- 2004년 SBS 주말 특별기획 《폭풍 속으로》 ... 김성철 역
- 2004년 KBS1 일일연속극 《금쪽같은 내새끼》 ... 송민섭 역
- 2004년 MBC 미니시리즈 《황태자의 첫사랑》 ... 클럽 줄라이 리조트 최은철 회장 역
- 2005년 MBC 대하드라마 《제5공화국》 ... 11~12대 대통령 전두환 역
- 2005년 KBS2 미니시리즈 《황금사과》 ... 박병삼 역
- 2006년 KBS2 일일시트콤 《웃는 얼굴로 돌아보라》 ... 이덕화 역
- 2006년 KBS1 대하드라마 《대조영》 ... 설인귀 역
- 2008년 SBS 일일연속극 《애자 언니 민자》 ... 한범만 역
- 2008년 KBS2 미니시리즈 《강적들》 ... 대통령 강민국 역
- 2008년 KBS2 납량특집드라마 《전설의 고향 - 기방괴담》 ... 김 대감 역
- 2009년 KBS1 대하드라마 《천추태후》 ... 강감찬 역
- 2010년 SBS 대하드라마 《자이언트》 ... 만보건설 황태섭 회장 역
- 2010년 KBS1 6.25 60주년특별기획 《전우》 ... 육군 제13보병사단장 박웅 장군 역
- 2010년 KBS1 대하드라마 《근초고왕》 ... 동명성왕 역
- 2011년 SBS 미니시리즈 《마이더스》 ... 도현 부, 김태성 역
- 2011년 KBS2 미니시리즈 《스파이 명월》 ... 주 회장 역
- 2012년 SBS 미니시리즈 《샐러리맨 초한지》 ... 진시황 역
- 2012년 tvN 주간시트콤 《21세기 가족》 ... 이덕화 역
- 2012년 MBC 주말 특별기획 《메이퀸》 ... 장도현 역 (본작의 만악의 근원이자 최종 보스)
- 2013년 SBS 미니시리즈 《야왕》 ... 백창학 역
- 2013년 JTBC 대하드라마 《궁중잔혹사 - 꽃들의 전쟁》 ... 인조 역
- 2013년 KBS2 수목드라마 《비밀》 - 조한일 역
- 2013년 KBS2 월화드라마 《총리와 나》 - 나윤희의 아버지 역
- 2014년 SBS 설날특집드라마 《시월의 어느 멋진 날에》 - 이신재 역
- 2014년 MBC 주말 특별기획 《호텔킹》 - 이중구 역 (본작의 최종 보스)
- 2015년 SBS 주말 특별기획 《내마음 반짝반짝》 - 이진삼 역
- 2015년 MBC 월화 특별기획 《빛나거나 미치거나》 - 왕식렴 역
- 2015년 SBS 드라마 스페셜 《하이드 지킬, 나》 - 구명한 역
- 2015년 KBS2 수목드라마 《착하지 않은 여자들》 - 한기영 역
- 2015년 KBS2 수목드라마 《장사의 신 - 객주 2015》 - 신석주 역
- 2016년 MBC 월화드라마 《몬스터》 - 황재만 역
- 2016년 OCN 금토드라마 《38사기동대》 - 왕 회장 역
- 2017년 SBS 월화드라마 《피고인》 - 2460 역
- 2017년 SBS 드라마 스페셜 《수상한 파트너》 - 변영희 역
- 2017년 KBS2 금토드라마 《최고의 한방》 - 이순태 역
- 2017년 SBS 드라마 스페셜 《이판사판》 - 도진명 역
- 2018년 JTBC 월화드라마 《으라차차 와이키키》 - 이덕화 역(특별출연)
- 2018년 SBS 특별기획 《착한마녀전》 - 오평판 역
- 2021년~2022년 MBC 금토미니시리즈 《옷소매 붉은 끝동》 - 영조 역
- 2022년 SBS 월화드라마 《사내 맞선》 - 강다구 역
- 2022년 SBS 금토드라마 《천원짜리 변호사》 - 백현무 역
- 2023년 tvN 수목드라마 《스틸러 : 일곱 개의 조선통보》 - 김영수 역
- 2023년 SBS 금토드라마 《7인의 탈출》 - 방칠성 역
- 2024년 SBS 금토드라마 《7인의 부활》- 방칠성 역
- 2024년 tvN 토일드라마 《정년이》 - 공선의 아버지 역 (특별출연)
- 2024년 ENA 월화드라마 《취하는 로맨스》 - 도매협회장 역 (특별출연)

### 영화
- 1975년 《공포의 이중인간》(영화 데뷔작)
- 1975년 《여고 졸업반》
- 1975년 《빨간 구두》
- 1976년 《성춘향전》 ... 이몽룡 역
- 1976년 《7인의 말괄량이》
- 1976년 《성난 능금》
- 1976년 《이런 마음 처음이야》
- 1976년 《진짜 진짜 미안해》
- 1976년 《진짜 진짜 잊지마》 ... 영수 역
- 1976년 《청춘을 이야기 합시다》
- 1976년 《파란 낙엽》
- 1976년 《푸른 교실》
- 1977년 《너는 달 나는 해》 ... 승일 역
- 1977년 《이 다음에 우리는》 ... 영수 역
- 1977년 《첫눈이 내릴 때》 ... 기철 역
- 1979년 《맨발의 청춘 77》
- 1979년 《내일 또 내일》
- 1979년 《밤이면 내리는 비》
- 1979년 《우리는 밤차를 탔읍니다》
- 1981년 《두 아들 2》
- 1982년 《대학 얄개》
- 1984년 《동반자》
- 1987년 《거리의 악사》 ... 정태 역
- 1988년 《접시꽃 당신》 ... 종환 역
- 1988년 《사랑의 낙서》 ... 달호 역
- 1989년 《행복은 성적순이 아니잖아요》 ... 박길호 역
- 1989년 《불의 나라》 ... 백찬규 역
- 1989년 《추억의 이름으로》 ... 장태호 역
- 1990년 《물 위를 걷는 여자》 ... 재민 역
- 1990년 《나는 날마다 일어선다》 ... 장백수 역
- 1991년 《개벽》 ... 해월 역
- 1992년 《휴일을 찾는 사람들》
- 1993년 《살어리랏다》
- 1994년 《헐리우드 키드의 생애》 ... (우정출연)
- 1994년 《나는 소망한다 내게 금지된 것을》 ... (특별출연)
- 1995년 《무궁화 꽃이 피었습니다》 ... (특별출연)
- 1997년 《큐》 ... 민욱 역
- 2006년 《라디오 스타》 ... 본인(MBC 10대 가수왕 시상식 TV장면) 역
- 2009년 《성난능금》
- 2009년 《꾼》
- 2011년 《써니》 ... 과거사진 역(특별출연)
- 2013년 《생생활활》 ... 철학자 역
- 2024년 《춘천대첩 72시간》 ... (다큐 진행)

### 연극
- 1999년 《며느리 설움》(MBC 문화방송 신파극)
- 1999년 《아버님 전상서》(MBC 문화방송 신파극)
- 2002년 《모정의 세월》(MBC 문화방송 신년특선 신파극)

### 마당놀이
- 2002년 : 《MBC 마당놀이 심봉사 심봤다!》

### 텔레비전 프로그램
- 1979년~1981년 MBC《토요일 토요일 밤에》 MC
- 1981년~1985년 MBC《쇼 2000》 MC
- 1983년 MBC《신년 특집 83 MBC 대축제》 MC
- 1983년~1985년 MBC《MBC 대학가요제》 MC
- 1984년~1990년 MBC《MBC 가요대제전》MC
- 1985년~1991년 MBC《토요일 토요일은 즐거워》 MC
- 1986년 MBC《86 MBC 연기대상》 MC
- 1987년 MBC《제26회 대종상》MC
- 1991년 SBS《SBS 개국 축하쇼 반갑습니다 여러분 2부 3부》MC
- 1991년~1992년 SBS《쇼 서울 서울》 MC
- 1993년 MBC 《제31회 대종상》 MC
- 1993년 KBS2《93 신인 탤런트 쇼》MC
- 1993년~1994년 MBC《제14·15회 청룡영화상》 MC
- 1994년 MBC《제32회 대종상》 MC
- 2008년 MBC《무릎팍도사》
- 2008년 KBS2 《2008 KBS 연기대상》 MC
- 2010년 MBC《추석특집 스토리쇼 부탁해요》 MC
- 2011년 MBC《설특집 아이돌스타 7080 가수왕》 MC
- 2011년 MBC《댄싱 위드 더 스타》 MC
- 2012년 SBS《런닝맨》
- 2012년 MBC《댄싱 위드 더 스타 2》 MC
- 2013년 MBC《댄싱 위드 더 스타 3》 MC
- 2014년 KBS2《불후의 명곡 - 전설을 노래하다》
- 2015년 SBS《아빠를 부탁해》 고정출연
- 2017년~*현재* 채널A《도시어부》 고정출연
- 2017년 JTBC 《한끼줍쇼》
- 2018년 SBS《집사부일체》
- 2019년 MBC《황금어장 라디오스타》
- 2019년 KBS2《덕화티비》
- 2019년 KBS2《옥탑방의 문제아들》
- 2020년 MBC 에브리원《나는 트로트 가수다》 MC
- 2021년 MBN《헬로트로트》 MC
- 2023년 TV조선《식객 허영만의 백반기행》
- 2023년 JTBC 《아는 형님》

### 라디오 프로그램(진행, 출연)
- 1978년~1979년 TBC 《이덕화·임예진 쇼》
- 1982년~1984년 MBC 《여성살롱》
- 2014년 EBS FM 《EBS 책 읽는 라디오 낭독 시리즈》
- 2018년 MBC FM4U 《정오의 희망곡》게스트

### 광고
- 1976년 ~ 1977년 오리온 《범벅이 사탕, 땅콩 범벅이 호박엿 사탕, 오징어 땅콩, 오리온 샌드, 알롱달롱 드롭포스, 슈퍼민트껌 등》
- 1982년 ~ 1986년 코카콜라 《환타 킨 사이다》
- 1987년 ~ 1989년 동아오츠카 《로얄디》
- 1987년 LG전자 《오토보이3 카메라》
- 1988년 ~ 1994년 쌍방울 《트라이》
- 1989년 롯데웰푸드 《롯데껌》 (MBC 탤런트 식구들과 함께 출연)
- 1992년 민주자유당 《기호 1번 김영삼》
- 1993년 해태제과 《해태 썬키스트껌》
- 1994년 LG전자 《금성 카오스 세탁기》
- 1994년 ~ 1996년 GC녹십자 《젠》
- 1995년 LG전자 《LG 싱싱 냉장고 "육각수"》
- 1995년 OB맥주 《OB라거》
- 1995년 보루네오가구
- 1997년 동국제약 《인사돌》
- 1999년~현재 하이모
- 2001년 교원 《빨간펜》
- 2001년 제일약품 《케펜텍》 (정선경과 함께 출연)
- 2008년 기아 모하비 홍보영상
- 2012년 AIG손해보험
- 2012년 신도바이오 《조인스틱》
- 2014년 부광약품 《부광탁스》
- 2016년 국민안전처 《안전한국훈련》
- 2020년 버거킹, 류마스탑, 유니클로
- 2023년 광동제약 《맑은365》
- 2025년 롯데리아 크랩 얼라이브 버거

## 저서
- 1996년 《사람을 좋아하는 사람 이덕화》(태일출판사)

## 수상 경력 및 후보
| 연도 | 시상식                         | 부문                             | 작품                   | 결과 |
| ---- | ------------------------------ | -------------------------------- | ---------------------- | ---- |
| 1983 | MBC 연기대상                   | MC부문 특별상                    | 토요일 토요일 밤에     | 수상 |
| 1985 | 제21회 백상예술대상            | TV부문 인기상                    | 사랑과 진실            | 수상 |
| 1987 | 제23회 백상예술대상            | TV부문 인기상                    | 사랑과 야망            | 수상 |
| 1987 | MBC 연기대상                   | 대상                             | 사랑과 야망            | 수상 |
| 1988 | 제24회 백상예술대상            | 영화부문 남자 최우수연기상       | 접시꽃 당신            | 수상 |
| 1989 | 제27회 대종상                  | 남우주연상                       | 추억의 이름으로        | 수상 |
| 1990 | MBC 연기대상                   | MC부문 특별상                    | 토요일 토요일은 즐거워 | 수상 |
| 1991 | 제2회 이천춘사대상영화제       | 남우주연상                       | 개벽                   | 수상 |
| 1991 | 제12회 청룡영화상              | 남우주연상                       | 개벽                   | 후보 |
| 1992 | 제28회 백상예술대상            | 영화부문 인기상                  | 개벽                   | 수상 |
| 1992 | 제30회 대종상                  | 남우주연상                       | 개벽                   | 수상 |
| 1993 | 제29회 백상예술대상            | 영화부문 남자 최우수연기상       | 살어리랏다             | 후보 |
| 1993 | 제31회 대종상                  | 남우주연상                       | 살어리랏다             | 수상 |
| 1993 | 제18회 모스크바 국제 영화제    | 남우주연상                       | 살어리랏다             | 수상 |
| 1993 | 제4회 이천춘사대상영화제       | 남우주연상                       | 살어리랏다             | 수상 |
| 1993 | 제14회 청룡영화상              | 남우주연상                       | 살어리랏다             | 후보 |
| 1993 | 문화관광부                     | 화관문화훈장                     | 빈칸                   | 수상 |
| 1994 | KBS 연기대상                   | 남자 최우수연기상                | 한명회                 | 후보 |
| 1994 | KBS 연기대상                   | 대상                             | 한명회                 | 수상 |
| 1999 | SBS 연기대상                   | 시트콤부문 남자 연기상           | LA 아리랑              | 후보 |
| 2001 | SBS 연기대상                   | 남자 최우수연기상                | 여인천하               | 후보 |
| 2004 | KBS 연기대상                   | 남자 최우수연기상                | 금쪽같은 내새끼        | 후보 |
| 2005 | MBC 연기대상                   | 연기자부문 특별상                | 제5공화국              | 수상 |
| 2006 | KBS 연기대상                   | 남자 최우수연기상                | 황금사과, 대조영       | 후보 |
| 2007 | KBS 연기대상                   | 남자 최우수연기상                | 대조영                 | 수상 |
| 2010 | SBS 연기대상                   | 특별기획부문 남자 조연상         | 자이언트               | 수상 |
| 2011 | 제48회 영화의 날               | 배우부문 자랑스러운 영화인상     | 빈칸                   | 수상 |
| 2012 | MBC 연기대상                   | 남자 황금연기상                  | 메이퀸                 | 수상 |
| 2012 | MBC 방송연예대상               | 쇼/버라이어티부문 인기상         | 댄싱 위드 더 스타      | 수상 |
| 2012 | SBS 연기대상                   | 특별기획부문 남자 특별연기상     | 샐러리맨 초한지        | 수상 |
| 2013 | SBS 연기대상                   | 특별기획부문 남자 특별연기상     | 야왕                   | 후보 |
| 2014 | SBS 연기대상                   | 단막특집극부문 남자 특별연기상   | 시월의 어느 멋진 날에  | 수상 |
| 2015 | 제6회 대한민국 대중문화예술상  | 은관문화훈장                     | 빈칸                   | 수상 |
| 2015 | SBS 연기대상                   | 공로상                           | 빈칸                   | 수상 |
| 2017 | 제6회 대한민국 톱스타상 시상식 | 특별공로상                       | 빈칸                   | 수상 |
| 2018 | 제24회 대한민국 연예예술상     | 대상                             | 빈칸                   | 수상 |
| 2019 | 고객브랜드 충성대상            | 남자배우부문                     | 빈칸                   | 수상 |
| 2021 | MBC 연기대상                   | 공로상                           | 옷소매 붉은 끝동       | 수상 |
| 2021 | MBC 연기대상                   | 미니시리즈부문 남자 최우수연기상 | 옷소매 붉은 끝동       | 후보 |
| 2021 | MBC 연기대상                   | 대상                             | 옷소매 붉은 끝동       | 후보 |
| 2022 | 제58회 백상예술대상            | TV부문 남자 조연상               | 옷소매 붉은 끝동       | 후보 |

## 가족
- 아버지는 배우였던 이예춘, 딸은 배우 이지현이고 아들은 이태희다.

## 역대 선거 결과
| 실시년도 | 선거   | 대수 | 직책     | 선거구         | 정당     | 득표수   | 득표율          | 순위 | 당락 | 비고 |
| -------- | ------ | ---- | -------- | -------------- | -------- | -------- | --------------- | ---- | ---- | ---- |
| 1996년   | 총선   | 15대 | 국회의원 | 경기 광명시 갑 | 신한국당 | 24,405표 | \| \| 33.30% \| | 2위  | 낙선 |      |
|          | 33.30% |      |          |                |          |          |                 |      |      |      |

## 유행어
1980년대 초 당시 버라이어티 쇼 프로그램이었던 생방송 "쇼 2000", "토요일 토요일은 즐거워(토토즐)" 방송 당시 "다시 한 번 부탁해요"라는 유행어를 히트시켰다. 
또한, 이명박 전 대통령을 위한 선거 운동을 편 바 있으며 그의 당선 후에 그를 우러러 호칭한 "가카" (각하)가 당시 유행어가 되기도 했다.